# Szamocin (województwo mazowieckie)
Szamocin – wieś w Polsce położona w województwie mazowieckim, w powiecie wołomińskim, w gminie Strachówka. Ma status sołectwa.
1 I – 8 XII 1973 w gminie Korytnica. W latach 1975–1998 miejscowość położona była w województwie siedleckim.
Wierni Kościoła rzymskokatolickiego należą do parafii Przemienienia Pańskiego w Trawach.